# Somethin' Else
Somethin' Else é um álbum do ano de 1958 do saxofonista de jazz Julian "Cannonball" Adderley, álbum reconhecido como um marco no estilo cool e hard bop. Este álbum conta com importantes contribuições do trompetista Miles Davis, em uma de suas poucas gravações para o selo Blue Note Records. Muitos críticos e fãs de jazz consideram Somethin' Else estar entre os maiores álbuns de jazz de todo o tempo. O guia The Penguin Guide to Jazz selecionou este álbum como parte de sua "Coleção Central."
A extensão da liderança de Davis ou co-liderança no álbum é contestada. Miles toca primeiro em diversos solos, e, de acordo com as notas do encarte, escolheu a maioria do material - ele continuaria a tocar "Autumm Leaves" e "Love for Sale", em tempos freneticamente crescentes, nos anos que viriam. Ele também compôs a faixa-título, sugerindo a Adderley incluir "Dancing in the Dark" (faixa em que Davis não aparece). A única exceção é o blues "One for Daddy-O" escrita pelo irmão de Adderley, Nat, (para o DJ Holmes da rádio de Chicago "Daddy-O" Daylie, não o pai dos Adderleys). Apesar disso, no final da faixa, Davis pode ser ouvido dizendo a seu produtor Alfred Lion: "Era isso que você queria, Alfred?" A colaboração entre Adderley e Miles que continuaria em 1959 com o álbum Kind of Blue, um dos mais celebrados da história do jazz.
O álbum também apresenta Art Blakey na bateria, com Hank Jones no piano e Sam Jones no contrabaixo.
Relançamentos em CD incluíram uma faixa bônus, às vezes chamada "Bangoon" ou (originalmente, e incorretamente) "Allison's Uncle". A música é de autoria de Hank Jones, a mais tendente ao hard bop do que as outras. Apresenta um exemplar solo de Art Blakey (ele pode ser escutado murmurando durante o solo). O título sob o qual a música foi lançada, "O tio de Allison", refere-se ao fato que a sessão realizou-se logo depois de a esposa do irmão de Adderley (Nat), ter dado à luz a seu filha chamada Allison.

## Lista de Faixas
1. "Autumn Leaves" (Joseph Kosma, Johnny Mercer, Jacques Prévert)  – 11:01
2. "Love for Sale" (Cole Porter)  – 7:06
3. "Somethin' Else" (Miles Davis)  – 8:15
4. "One for Daddy-O" (Nat Adderley, Samuel Jones)  – 8:26
5. "Dancing in the Dark" (Howard Dietz, Arthur Schwartz)  – 4:07
6. "Bangoon" (inicialmente lançada como "Alison's Uncle" e depois como "Bangoon" na edição em CD) (Hank Jones)  – 5:05 (fora do LP original)

## Formação do Grupo
- Cannonball Adderley - Saxofone, Líder
- Miles Davis - Trompete
- Hank Jones - Piano
- Sam Jones - Contrabaixo
- Art Blakey - bateria